# Américo Ramos

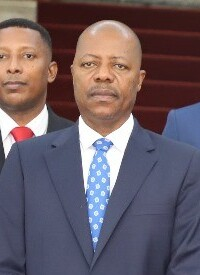
Américo Ramos (2025)

Américo d’Oliveira dos Ramos (* 1957 in São Tomé und Príncipe) ist ein são-toméischer Politiker. Er ist seit dem 14. Januar 2025 Premierminister von São Tomé und Príncipe.

## Leben
Nach seinem Studium der Wirtschaftswissenschaften an der Staatlichen Universität Moskau in den Jahren 1989 bis 1995 kehrte Ramos nach São Tomé und Príncipe zurück und trat in das Finanzministerium ein. Dort stieg er über verschiedene leitende Funktionen – darunter Direktor der Staatskasse – bis zum Finanzminister auf. Er war zunächst von 2010 bis 2012 und später erneut von 2014 bis 2018 in diesem Amt tätig.
Im Jahr 2019 wurde er als Wirtschaftsberater des damaligen Präsidenten Evaristo Carvalho ins Präsidialamt berufen. Im selben Jahr wurde Ramos unter dem Vorwurf der Korruption und Geldwäsche verhaftet. Nach etwa drei Monaten Untersuchungshaft wurde das Verfahren eingestellt. 2024 sprach ihm der Staat eine Entschädigung in Höhe von rund 400.000 Euro zu.
Im Dezember 2022 wurde Ramos zum Gouverneur der Zentralbank von São Tomé und Príncipe ernannt.
Nach der Auflösung der Regierung von Patrice Trovoada wurde er im Januar 2025 von Präsident Carlos Vila Nova zum Premierminister ernannt und legte am 14. Januar seinen Amtseid ab. In seiner Antrittsrede versprach er, die Staatsausgaben zu senken, politische Stabilität zu sichern und den Dialog mit dem Präsidenten sowie anderen Institutionen zu fördern.
In den folgenden Monaten setzte er außenpolitische Akzente, unter anderem bei einem OPEC-Forum in Wien und als Vorsitzender der CPLP, wo er für mehr internationale Zusammenarbeit im Bereich erneuerbarer Energien warb.